# Президент Кыргызстана
Президент Кыргызской Республики (кирг. Кыргыз Республикасынын Президенти) — высшая государственная должность Кыргызстана, а также лицо, избранное на эту должность. Президент Кыргызстана является главой государства, исполнительных органов и главнокомандующим Вооружёнными силами Кыргызстана.
Президент, согласно Конституции, избирается гражданами Кыргызской Республики сроком на 5 лет. Одно и то же лицо не может быть избрано Президентом более двух сроков. Президентом может быть избран гражданин Киргизии не моложе 35 лет, владеющий государственным языком и проживающий в республике в совокупности не менее 15 лет.
28 января 2021 года в должность президента Кыргызстана вступил Садыр Жапаров, победивший в ходе выборов 10 января 2021 года.
До сегодняшнего времени в истории независимого Кыргызстана президентом страны становились 6 человек (не считая Ишенбая Кадырбекова и Таланта Мамытова, которые являлись временно исполняющими обязанности президента 2 дня и 2,5 месяца соответственно).

## История
Должность президента была учреждена в 1990 году вместо Председателя Президиума Верховного Совета, эта должность существовала в различных формах с 1926 года, когда страна была известна как Киргизская Автономная Советская Социалистическая Республика, а затем с 1936 года как Киргизская Советская Социалистическая Республика
Первым всенародно избранным президентом стал Аскар Акаев, занимавший этот пост с октября 1990 года по 24 марта 2005 года. В июле 2005 года был избран Курманбек Бакиев. Он был переизбран в 2009 году, но крупные беспорядки в апреле 2010 года вынудили его уйти в отставку и бежать из страны. Вскоре Роза Отунбаева была избрана главой временного правительства. Её инаугурация в качестве президента государства прошла 3 июля 2010 года. Её преемник Алмазбек Атамбаев был избран на президентских выборах 2011 года и впоследствии сменил Отунбаеву 1 декабря того же года.
16 октября 2017 года президентом страны был избран бывший премьер-министр Сооронбай Жээнбеков. Он вступил в должность 24 ноября 2017 года. 15 октября 2020 года Жээнбеков подал в отставку после акций протестов, возникших из-за недовольства результатами парламентских выборов 4 октября. Жээнбекова сменил премьер-министр Садыр Жапаров, который стал исполняющим обязанности президента до 14 ноября 2020 года — тогда же исполнение обязанностей принял Талант Мамытов. На президентских выборах 2021 года победил Садыр Жапаров. Он вступил в должность 28 января 2021 года в качестве шестого президента Кыргызстана.

## Присяга
Я, (полное имя), Вступая в должность Президента Кыргызской Республики, перед своим народом и священным Отечеством Ала-Тоо клянусь уважать и защищать Конституцию Кыргызской Республики и её законы, защищать суверенитет и независимость киргизского государства, уважать и обеспечивать права и свободы всех граждан Кыргызской Республики с честью и неустанно выполнять высокие обязанности президента Кыргызской Республики, возложенные на меня доверием всего народа! Да защитит нас Бог!
Оригинальный текст (киргиз.)Мен, (аты-жөнү), Кыргыз Республикасынын Президентинин кызматына киришип жатып, өз элимдин алдында жана Ала-Тоо ыйык Ата, мен ант Кыргыз Республикасынын Башмыйзамынын сыйлоого жана коргоого жана анын мыйзамдарын, Кыргыз Республикасынын мамлекеттик, урмат-сый эгемендигин жана көз карандысыздыгын коргоого жана урмат-сый менен Кыргыз Республикасынын бардык жарандарынын эркиндиги менен укуктарын камсыз кылуу жана талыкпай жогорку милдеттерин жүзөгө ашыруу үчүн Кыргыз Республикасынын президенти, бүткүл эл ишенип мага жүктөгөн! Кудай бизди коргой берсин!

## Резиденции
- Государственная резиденция «Ала-Арча»
- Государственная резиденция «Чолпон-Ата»
- Южная резиденция
- Джалал-Абадская государственная резиденция

## Инаугурация
Церемония инаугурации президента Кыргызстана проводится в ознаменование начала его нового срока.
| Дата            | Президент          | Место                                 | Документ под присягой      |
| --------------- | ------------------ | ------------------------------------- | -------------------------- |
| 10 декабря 1991 | Аскар Акаев        | Белый дом                             | Конституция Киргизской ССР |
| 29 октября 1995 | Аскар Акаев        | Белый дом                             | Конституция Кыргызстана    |
| 24 декабря 2000 | Аскар Акаев        | Кыргызская национальная филармония    | Конституция Кыргызстана    |
| 14 августа 2005 | Курманбек Бакиев   | Площадь Ала-Тоо                       | Конституция Кыргызстана    |
| 2 августа 2009  | Курманбек Бакиев   | Дом правительства                     | Конституция Кыргызстана    |
| 3 июля 2010     | Роза Отунбаева     | Кыргызская национальная филармония    | Конституция Кыргызстана    |
| 1 декабря 2011  | Алмазбек Атамбаев  | Кыргызская национальная филармония    | Конституция Кыргызстана    |
| 24 ноября 2017  | Соронбай Жээнбеков | Государственная резиденция «Ала-Арча» | Конституция Кыргызстана    |
| 28 января 2021  | Садыр Жапаров      | Кыргызская национальная филармония    | Конституция Кыргызстана    |